# Gramática del portugués
La gramática del portugués, es similar en morfología y sintaxis a la gramática de la mayoría de las lenguas romances, especialmente a la gramática del gallego y las gramáticas de otros idiomas de la península ibérica. El portugués es una lengua fusional y sintética. 
Los sustantivos, adjetivos, pronombres y artículos son moderadamente flexivos, hay dos géneros (masculino y femenino), dos números (singular y plural), flexiones diminutivas y aumentativas, y una flexión superlativa para adjetivos. Ha perdido el sistema de casos del latín, pero los pronombres personales permanecen declinados (con tres tipos de formas principales, sujeto, objeto del verbo, y objeto de la preposición). Los adjetivos usualmente se sitúan después del sustantivo.
Los verbos son altamente flexivos: existen tres tiempos (pasado, presente, futuro), tres modos (indicativo, subjuntivo, imperativo), tres aspectos (perfecto, imperfecto, y progresivo), dos voces (activa y pasiva), y un infinitivo flexivo. La mayoría de los tiempos perfectos e imperfectos son sintéticos, totalizando 11 paradigmas conjugacionales, mientras que todos los tiempos progresivos y construcciones pasivas son perífrasis. Como en otras lenguas romances, también tiene una construcción pasiva impersonal, con el complemento agente reemplazado por un pronombre indefinido. El portugués es básicamente un idioma SVO, aunque puede suceder la sintaxis SOV con algunos pronombres objetivos, y el orden de la palabra generalmente no es rígido. Es una lengua pro drop, que por tanto requiere sujetos explícitos, con una tendencia a eliminar pronombres objetivos cuando está presente el sujeto, en variantes coloquiales. Tiene dos verbos copulativos.
Tiene una serie de rasgos gramaticales que la distinguen de la mayoría de las otras lenguas románces, tal como un tiempo pluscuamperfecto sintético, un futuro subjuntivo, el infinitivo flexivo, y un presente perfecto con un sentido iterativo. Una característica única del portugués es el mesoclítico, un infijo de pronombres clíticos en algunas formas verbales.

## Artículo
El portugués tiene artículos definidos e indefinidos, con diferentes formas de acuerdo al género y al número del sustantivo al cual se refiere:
|                     | Singular | Singular  | Plural   | Plural |
| masculino           | femenino | masculino | femenino |        |
| ------------------- | -------- | --------- | -------- | ------ |
| Artículo definido   | o        | a         | os       | as     |
| Artículo indefinido | um       | uma       | uns      | umas   |
A diferencia de otras lenguas romances, la forma de escribir los artículos en el portugués es siempre la misma, independientemente de la siguiente palabra. El sustantivo después del artículo indefinido puede ser elidido, en cuyo caso el artículo es equivalente al español "un" (en singular) o "unos" (plural): quero um também ("quiero uno también"), quero uns maduros ("quiero unos maduros").
El artículo definido puede aparecer antes de un sustantivo en ciertos contextos, por ejemplo, antes de ciertos nombres propios, tal como los nombres de un país o una organización:
Ele visitou o Brasil, a China e a Itália, "Él visitó Brasil, China, e Italia"
Ele visitou o Rio, "Él visitó Rio".
A IBM patrocinou o MoMA, "IBM patrocinó el MoMA"
Ele foi para o São Paulo, "Él fue para el San Pablo (equipo de fútbol)".
Sin embargo:
Ele visitou Portugal e Moçambique, "Él visitó Portugal y Mozambique"
Ele foi para São Paulo, "Él fue para San Pablo (ciudad o estado)".
El artículo nunca es usado con Portugal, Angola, Cabo Verde, Mozambique y Timor. En general, el uso de artículos para nombres propios está determinado por la tradición, y puede variar según el dialecto.

## Pronombre
| NÚMERO   | PERSONA | PRONOMBRES       | PRONOMBRES | PRONOMBRES | PRONOMBRES | PRONOMBRES |
| NÚMERO   | PERSONA | No preposicional | Posesivos  | Posesivos  | Posesivos  | Posesivos  |
| NÚMERO   | PERSONA | No preposicional | singular   | singular   | plural     | plural     |
| NÚMERO   | PERSONA | No preposicional | Masc.      | Fem.       | Masc.      | Fem.       |
| -------- | ------- | ---------------- | ---------- | ---------- | ---------- | ---------- |
| Singular | 1ª      | eu               | meu        | minha      | meus       | minhas     |
| Singular | 2ª      | tu / você        | teu        | tua        | teus       | tuas       |
| Singular | 3ª      | ele, ela         | seu        | sua        | seus       | suas       |
| Plural   | 1ª      | nós              | nosso      | nossa      | nossos     | nossas     |
| Plural   | 2ª      | vós / vocês      | vosso      | vossa      | vossos     | vossas     |
| Plural   | 3ª      | eles, elas       | seu        | sua        | seus       | suas       |

## Verbos

### Ser
| Personas          | Presente | Pretérito imperfecto | Pretérito perfecto simple |
| ----------------- | -------- | -------------------- | ------------------------- |
| eu                | sou      | era                  | fui                       |
| tu / você         | és / é   | eras                 | foste                     |
| ele, ela          | é        | era                  | foi                       |
| nós               | somos    | éramos               | fomos                     |
| vós               | sois     | éreis                | fostes                    |
| eles, elas, vocês | são      | eram                 | foram                     |

### Estar
| Personas          | Presente     | Pretérito imperfecto | Pretérito perfecto simple |
| ----------------- | ------------ | -------------------- | ------------------------- |
| eu                | estou        | estava               | estive                    |
| tu / você         | estás / está | estavas              | estiveste                 |
| ele, ela          | está         | estava               | esteve                    |
| nós               | estamos      | estávamos            | estivemos                 |
| vós               | estais       | estáveis             | estivestes                |
| eles, elas, vocês | estão        | estavam              | estiveram                 |

### Tener
| Personas          | Presente   | Pretérito imperfecto | Pretérito perfecto simple |
| ----------------- | ---------- | -------------------- | ------------------------- |
| eu                | tenho      | tinha                | tive                      |
| tu / você         | tens / tem | tinhas               | tiveste                   |
| ele, ela          | tem        | tinha                | teve                      |
| nós               | temos      | tínhamos             | tivemos                   |
| vós               | tendes     | tínheis              | tivestes                  |
| eles, elas, vocês | têm        | tinham               | tiveram                   |

### Falar
| Personas          | Presente     | Pretérito imperfecto | Pretérito perfecto simple |
| ----------------- | ------------ | -------------------- | ------------------------- |
| eu                | falo         | falava               | falei                     |
| tu / você         | falas / fala | falavas              | falaste                   |
| ele, ela          | fala         | falava               | falou                     |
| nós               | falamos      | falávamos            | falámos                   |
| vós               | falais       | faláveis             | falastes                  |
| eles, elas, vocês | falam        | falavam              | falaram                   |